# Клодава (гмина, Гожувский повет)

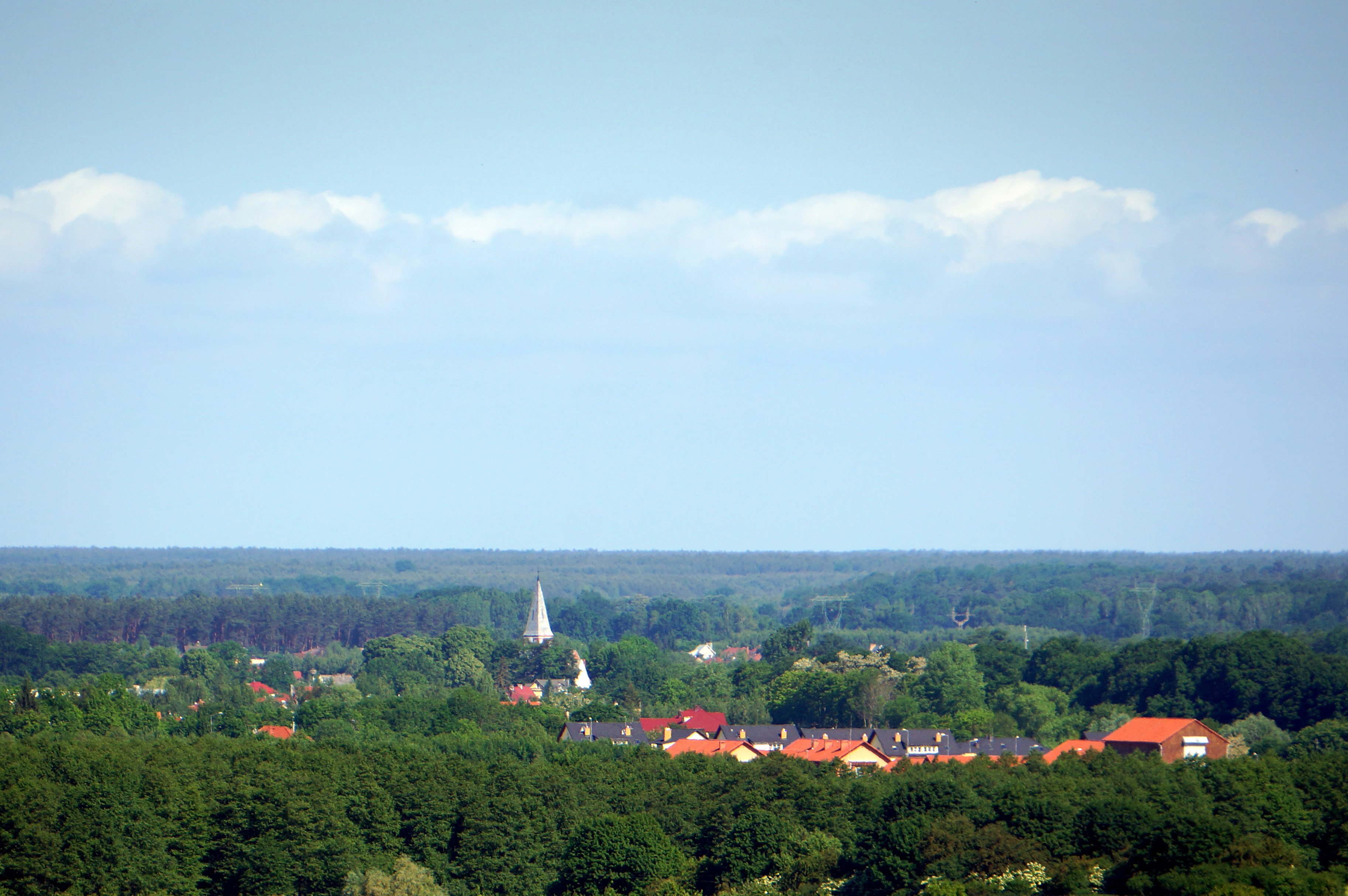

Клодава (пол. Kłodawa) — сельская гмина (волость) в Польше, входит как административная единица в Гожувский повет, Любушское воеводство. Население — 5849 человек (на 2004 год).

## Соседние гмины
1. Гмина Барлинек
2. Гожув-Велькопольски
3. Гмина Любишин
4. Гмина Новогрудек-Поморски
5. Гмина Санток
6. Гмина Стшельце-Краеньске